# Kopanina (Poznań)
Kopanina – niewielka część Poznania, w obrębie osiedla samorządowego Górczyn. Utożsamiana jest często z pewnym odcinkiem ulicy Głogowskiej (od Wiaduktu Górczyńskiego do Rudniczego).

## Lokalizacja
Kopanina graniczy z Rudniczem, Świerczewem, Górczynem i Osiedlem Kopernika. Dzielnica ma charakter umowny - nie ma ona oficjalnych granic administracyjnych. Ponieważ położona jest na południe od Osiedla Kopernika, bywa też często z nim utożsamiana. Centrum Kopaniny od wschodu ogranicza ul. Głogowska, od zachodu natomiast ul. Ceglana.

## Historia

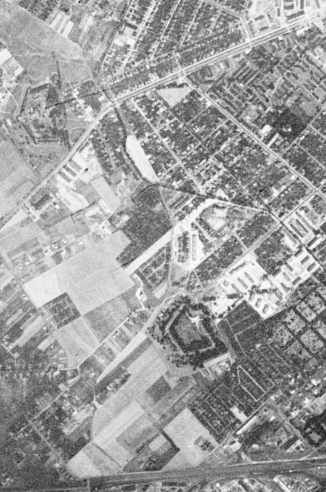
Okolice Fortu VIIIa, przyszłego osiedla Kopernika i Kopaniny sfotografowane przez amerykańskiego satelitę wywiadowczego, 1965

Kopanina powstała w drugiej połowie XIX w. jako osada podmiejska i na jej terenie zachowały się pozostałości skromnej zabudowy wiejskiej. W granice Poznania została włączona w 1900. 
Dawniej była tu również cegielnia, po której pozostały wypełnione wodą wyrobiska w dolinie po zachodniej stronie dzielnicy oraz nazwa ul. Ceglanej (zobacz: Rudnicze).
W latach 1954–1990 Kopanina należała do dzielnicy Grunwald. 

## Zabudowa
Dzielnica ma charakter handlowo-przemysłowy. Zabudowa mieszkalna pochodzi z lat międzywojennych i powojennych - głównie domy jednorodzinne, w środkowej części baraki oraz gospodarstwa ogrodnicze. Obecnie dużą część Kopaniny zajmują magazyny wraz z rampami kolejowymi, hurtownie i bazy, głównie przedsiębiorstw związanych z budownictwem. Funkcjonuje także Wielkopolska Giełda Odzieżowa (WGO). Zabudowa jest dość chaotyczna i przypadkowa. 

## Przyroda
Na granicy Kopaniny, Rudniczego, Świerczewa i Lubonia znajduje się kilka glinianek, zwanych Szachtami. Okolice te są jednak jednym z ulubionych miejsc wędkarzy, a glinianki otoczone są zagajnikami i laskami, coraz bardziej zagrożonymi przez postępującą urbanizację. Szachty są ostoją ptactwa wodnego, ptaków drapieżnych, bażantów, do niedawna można było tam zaobserwować kuropatwy. Ze względu na sąsiedztwo wielu cieków wodnych można zaobserwować również bobry. Szachty zamieszkuje też mała populacja saren (widzianych m.in. na ul. Wołowskiej od os. Rudnicze) oraz lisów. 

## Komunikacja
Teren Kopaniny obsługują linie MPK Poznań:
- nr 145, 164, 179 z pętli na ul. Kaczej
- nr 180 z pętli na Górczynie.

Kursują również linie nocne. Jeszcze w latach 90. XX w. była tu pętla autobusowa linii 92, która została z czasem zlikwidowana. Przebiega tędy też linia kolejowa E20. Przy granicy osiedla znajduje się stacja kolejowa Poznań Górczyn, nieco dalej przystanek kolejowy Poznań Junikowo – przeniesiony w 2007 r. w pobliże przejazdu kolejowo-drogowego w ciągu ul. Grunwaldzkiej.